# Винченцо Монтела
Винченцо Монтела (итал. Vincenzo Montella; Pomigliano d'Arco, Кампанија, близу Напуља, Италија, 18. јул 1974) бивши италијански фудбалер, данас тренер.

## Детињство и младост
Рођен је као пето и уједно најмлађе дете у породици Монтела. Његов отац је био запослен у аутомобилској компанији Алфа Ромео, те је на тај начин својој бројној породици осигуравао оно најпотребније. Винченцо је од малих ногу показивао наклоност ка лопти и фудбалу. Уочивши његов талент његов отац се одлучује на велики и рискантан корак, исписује Винченца из школе и шаље га у Емполи са надом да ће успети као фудбалер.

## Велики потенцијал
У Емполију Монтела је живео у стану који је припадао клубу, делећи собу са другим млађим играчима који су кренули истим путем као и он. Омалени Монтела прву утакмицу одиграо је 1991. против Варезеа, а ускоро су уследили и мини турнири на којима је Монтела показао велики потенцијал. Свој први професионални погодак, постигао је Арека 10. маја 1992. године.
Сљедеће сезоне Монтела је показао одлике великог стрелца. У првих 6 утакмица постигао је 5 голова, те је на тај начин почео привлачити пажњу новинара и других људи из италијанског фудбала. У истој сезони Монтела је доживео тешку озледу, због које су многи, а и он сам, мислили да неће моћи наставити каријеру. Ипак, захваљујући људима који су у Монтелли видели велики талент, Винченцу је омогућено првокласно лечење, те је након једне сезоне проведене у болници добио зелено светло за повратак на терен.
У првој сезони након озледе Монтелла је скупио 30 наступа и постигао 17 голова. Упркос томе, његова екипа није напредовала у виши ранг, али је Винченцо купљен од стране Ђенове. У првој сезони за нови клуб Монтела постиже 21 погодак и тиме постаје најбољи стрелац Серие Б. У тој сезони Монтела је почео прослављати поготке раширених руку, што је асоцирало на лет авиона, па добија надимак Aeroplanino, који и данас носи.

## ФК Сампдорија
Нова етапа фудбалске каријере за омаленог Монтелу почиње преласком у Сампдорију 1996. године. У дебитантској сезони за Ђеновљане Винченцо је постигао 22 поготка у 28 утакмица. Након те сезоне Серие А је била богатија за још једну звезду и великог нападача. Монтелла је добијао подршку од великих играчких легенди као што су Роберто Манчини те Паoло Роси, са којим је био и упоређиван од стране италијанских фудбалских стручњака. У периоду од три сезоне које је провео у Сампдорији, Монтела је постао омиљен међу навијачима из Ђенове. То место Монтелла је преузео од Роберта Манчинија. Упркос његовим добрим играма, Сампдорију је тресла велика криза и нису се успели одржати у друштву најбољих.

## Врхунац каријере (ФК Рома)
Монтела чини највећи корак у својој каријери, и у сезони 1999. прелази у ФК Рому. У новом клубу Монтела је забележио одличан старт постигавши 18 погодака. Тиме је популарни Аеропланино придобио наклоност навијача „Вучице“. Ипак, у Роми Монтела наилази на тежак период у својој каријери, а главни разлог за то био је Фабио Капело, који је у Рому довео Габријела Омара Батистуту, те му указао потпуно поверење у нападу. Тиме је Монтела изгубио статус првог нападача Роме. Иако није био у завидном положају Монтела је наставио давати голове. У неким утакмицама је једноставно приморао Капелла да промени свој систем игре и уврсти га у прву поставу заједно са Батистутом. У сезони коју је Рома завршила као првак Италије, Монтела је постигао 13 голова.
У наредним сезонама Винченцо је и даље био у немилости Фабиа Капела, па је у 2003. години доживио сезону испод његовог ранга и просека, тачније, Монтела је постигао свега 5 голова. Многи су нагађали да се Монтеллиа каријера полако гаси, али у сезони 2004./05. уследио је демант таквих прича. Монтела је постигао 21 погодак за Рому.
У сезони 2005/06 Монтела је доживио тешку озледу због које је пропустио већи део сезоне. У том периоду Монтела добија велики број понуда од других италијанских клубова, али их одбија са надом да ће поново успети у Роми...
У сезони 2006./07. ипак је одлучио прихватити понуду о позајмници енглеског Фулама и каријеру наставити у Премиер лиги.
Сезону 2007/08. проводи на позајмници у Сампдорији.
Иначе, Монтлла је најбољи активни стрелац италијанске Серије А, а ближи се листи првих 10 најбољих стрелаца свих времена. Треба поменути да је утакмица Монтелиног живота, велики градски дерби Лацио - Рома, у којем је Аеропланино постигао 4 поготка, а иначе Рома је ту утакмицу добила резултатом 5:1.

## Трофеји (као играч)

### Ђенова
- Англо-италијански Лига куп (1) : 1995/96.

### Рома
- Првенство Италије (1) : 2000/01.
- Суперкуп Италије (1) : 2001.

## Трофеји (као тренер)

### Милан
- Суперкуп Италије (1) : 2016.